# Бруннов, Филипп Иванович
Барон (с рождения), граф (с 18 марта 1871) Филипп Иванович Бруннов (нем. Ernst Philipp Graf von Brunnow; 31 августа (11 сентября) 1797 — 12 (24) апреля 1875) — русский дипломат, действительный тайный советник (26 августа 1856). Дольше, чем кто-либо в истории, занимал посты посланника и посла России в Великобритании (в 1840—1874 годах, с перерывами).

## Биография
Происходил из курляндского баронского рода. По окончании курса в Лейпцигском университете поступил 30 октября 1818 года на службу в Коллегию иностранных дел Российской империи, затем перевёлся под начало М. С. Воронцова в Одессу, где редактировал «Одесский вестник». По утверждению соперничавшего с ним Ф. Ф. Вигеля, «всей Одессе был известен как продажная душа».
В 1826 году принимал участие в переговорах с Турцией в Аккермане. С 1828 г. руководитель дипломатической службы графа Ф. П. Палена, ведавшего всеми делами Дунайских княжеств. В качестве его секретаря присутствовал в 1829 г. при подписании Адрианопольского мира. По сообщению Вигеля, «в Бухаресте был он пойман в грабеже, уличён, сознался и неизвестно как был спасён».
Выдвинулся как протеже вице-канцлера К. В. Нессельроде, который поручал ему составление дипломатических инструкций послам. По мнению современников, карьерным взлётом он был обязан своему красивому почерку и безупречному стилю при составлении дипломатических документов. «Писал очень чётко, очень редко исправлял написанное и при этом никогда не вычёркивал, а аккуратно выскабливал, и гордился своим искусством скоблить».
В ноябре 1829 — марте 1830 управлял дипломатической канцелярией графа А. Ф. Орлова во время его чрезвычайной миссии в Константинополь. С 1835 г. — старший советник МИД. Занимался также цензурными вопросами, добился закрытия прогрессивного журнала «Телеграф». Существует малодоказательная версия, что именно Бруннов сочинил «диплом рогоносца», послуживший причиной последней дуэли Пушкина.

Бруннов изгибается перед всеми высшими. Я видел его в Ораниенбауме: он был посмешищем великих княгинь и фрейлин. Сказывают, что эту же роль играл он в Одессе при дворе Воронцова.— князь П. А. Вяземский

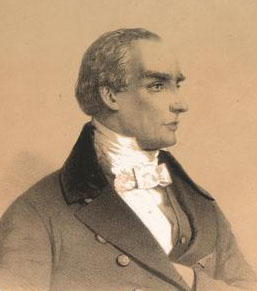
Бруннов в молодости

В 1839—1840 гг. — посланник в королевстве Вюртемберг и герцогстве Гессен-Дармштадтском. Успешно провёл переговоры о браке цесаревича Александра Николаевича с гессенской принцессой. Пунктуально исполнял распоряжения начальства, чем заслужил благоволение самого императора.
С 1840 по 1854 г. барон Бруннов занимал должность чрезвычайного и полномочного посланника в Великобритании, с успехом вёл переговоры по поводу русско-турецкого Ункяр-Искелесийского договора 1833 г. Проект Бруннова лёг в основу Лондонской конвенции о Египте, подписанной в июне 1840 г. Принимал участие в выработке конвенции о Черноморских проливах 1841 г. 8 (20) декабря 1841 г. Бруннов подписал многосторонний договор о запрещении торговли неграми. В 1842 г. участвовал в заключении торгового договора между Россией и Великобританией, в 1843 г. — в работе Лондонской конференции по делам Греции. В 1852 г. Бруннов поставил свою подпись под договором о неприкосновенности датской монархии и под договором о престолонаследии в греческом королевстве.
В 1855—1856 гг. был посланником при Германском союзе и в герцогстве Гессенском. В 1856 году в качестве второго уполномоченного России (совместно с А.Ф. Орловым) вёл переговоры на Парижском конгрессе. За успешную работу на конгрессе Александр II наградил Бруннова бриллиантовой табакеркой со своим портретом. В день коронации императора Александра II 26 августа 1856 года получил чин действительного тайного советника.

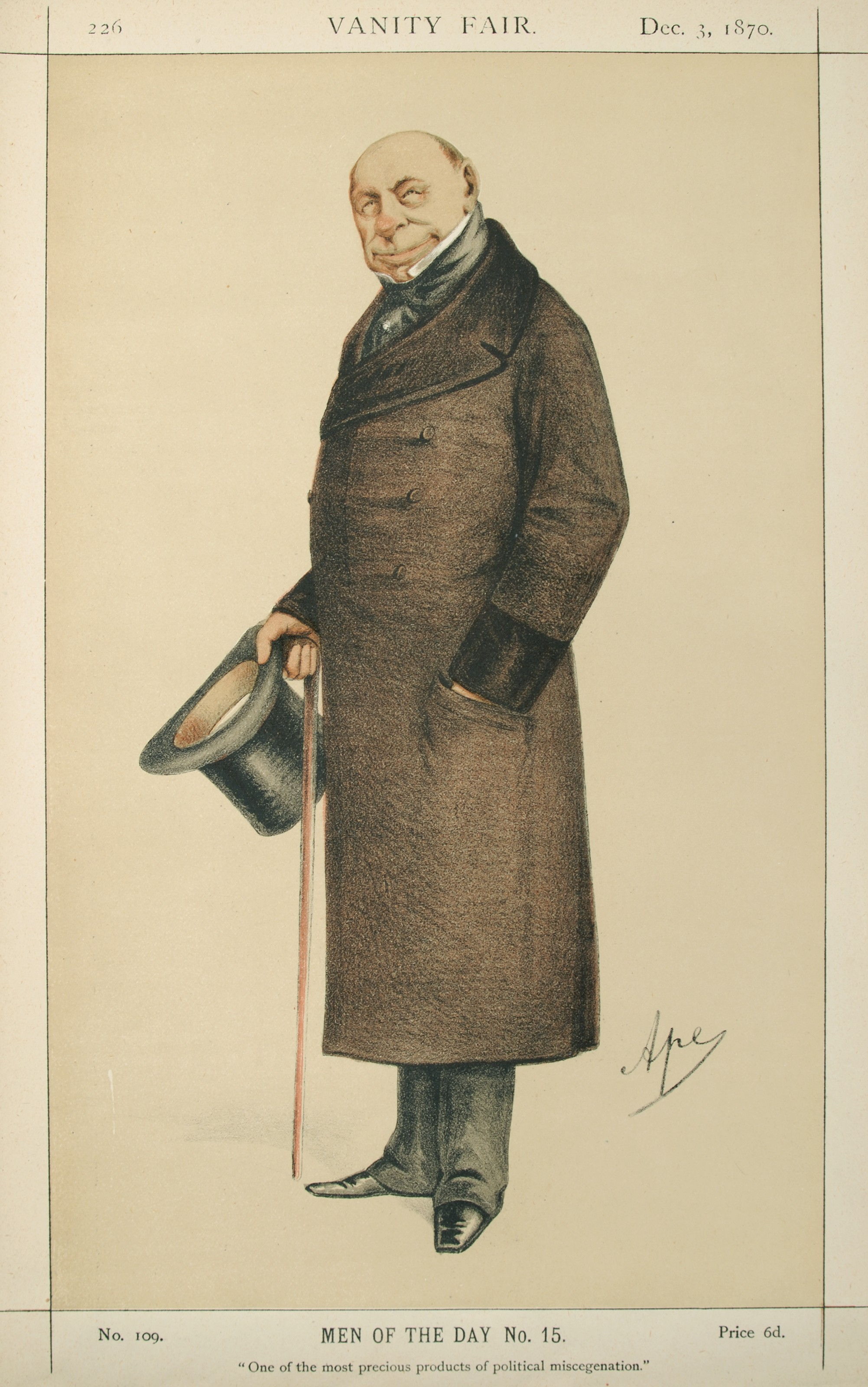
Карикатура из Vanity Fair (1870): «Наружность имел он неприятную, длинный стан его, все более вытягиваясь, оканчивался огромною, страшною челюстью» (Ф.Вигель).

В 1856—1857 гг. — временный представитель во Франции. В 1857—1858 гг. — посланник в Пруссии и в герцогствах Мекленбург-Шверинском и Мекленбург-Стрелицком. Произвёл впечатление на Бисмарка отточенной стилистикой дипломатических протоколов. С февраля 1858 г. — посланник, в 1860—1870 гг. — посол в Великобритании. Получал самое большое среди всех русских послов жалованье, и охотно угощал в здании посольства приезжавших в Лондон русских. Посетив один из таких обедов в 1864 году, князь В. П. Мещерский обнаружил

толстую и рослую фигуру, напоминающую неуклюжего бегемота, с большою головою, бритую, с лицом, ничего не выражающим, кроме полнейшего безучастия. На обеде я познакомился с его женою в черных локонах, окаймлявших толстое, без всякого выражения лицо, и нашёл её совершенно одинакового типа с мужем. Оба разговаривали, но я все время испытывал неприятное ощущение, что говорили по необходимости, без малейшего жизненного участия к лицу и предметам разговора. Мне казалось, что я провел два часа в обществе говорящих мумий.

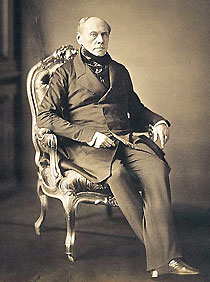
Фото 1872 года

В 1863—1864 гг. был российским уполномоченным на Лондонских конференциях по вопросу о престолонаследии в Греческом королевстве и об условиях присоединения Ионийских островов к Греции, на конференции по шлезвиг-голштинскому вопросу 1864 г., а также на конференции по вопросу о Люксембурге 1867 г.
В 1870 г. был назначен послом во Франции, но к месту назначения не выезжал. В 1870—1874 гг. — вновь посол в Великобритании. В качестве уполномоченного России принимал участие в Лондонской конференции 1871 г., отменившей статьи Парижского мирного договора о «нейтрализации» Чёрного моря и приведшие к заключению Лондонской конвенции о проливах. За это указом от 18 марта 1871 года был возведён в графское достоинство.
В последние годы жизни получал наибольшее среди всех чиновников Российской империи жалованье — 50 000 рублей в год (ближайшее по размеру жалованье канцлера А. М. Горчакова составляло 40 000 рублей).
В 1874 году уволился от службы и поселился в собственном особняке в Дармштадте, где и скончался.

## Награды
Российские:
- Орден Святого Владимира 4-й степени (10 апреля 1821 года)
- Орден Святой Анны 2-й степени (29 мая 1825 года)
- Алмазные знаки к ордену Святой Анны 2-й степени (21 января 1828)
- Орден Святого Владимира 3-й степени (15 ноября 1830 года)
- Орден Святого Станислава 2-й степени (25 июня 1832 года)
- Орден Святого Станислава 1-й степени (30 мая 1835 года)
- Орден Святой Анны 1-й степени (30 августа 1837 года)
- Орден Белого орла (18 июля 1840 года)
- Орден Святого Александра Невского (17 июня 1844 года)
- Бриллиантовые знаки к ордену Святого Александра Невского (16 августа 1847 года)
- Орден Святого Владимира 1-й степени (1 июля 1855 года)
- Орден Святого Андрея Первозванного (30 августа 1862 года)
- Бриллиантовые знаки к ордену Святого Андрея Первозванного (22 мая 1867 года)

Иностранные:
- Прусский орден Святого Иоанна Иерусалимского (1821 год)
- Орден Гражданских заслуг Баварской короны, командорский крест (1833 год)
- Королевский венгерский орден Святого Стефана, командорский крест (1833 год)
- Персидский орден Льва и Солнца 1-й степени (1839 год)
- Гессенский орден Людвига 1-й степени (1840 год)
- Сицилийский орден Святого Януария (1848 год)
- Орден Нидерландского льва 1-й степени (1849 год)
- Греческий орден Спасителя 1-й степени (1850 год)
- Датский орден Данеброг, большой крест, украшенный алмазами (1852 год)
- Прусский орден Красного орла 1-й степени (1852 год)
- Французский орден Почётного легиона, большой крест (14 января 1857 года)
- Орден Золотого льва дома Нассау, большой крест (1867 год)

## Семейная жизнь

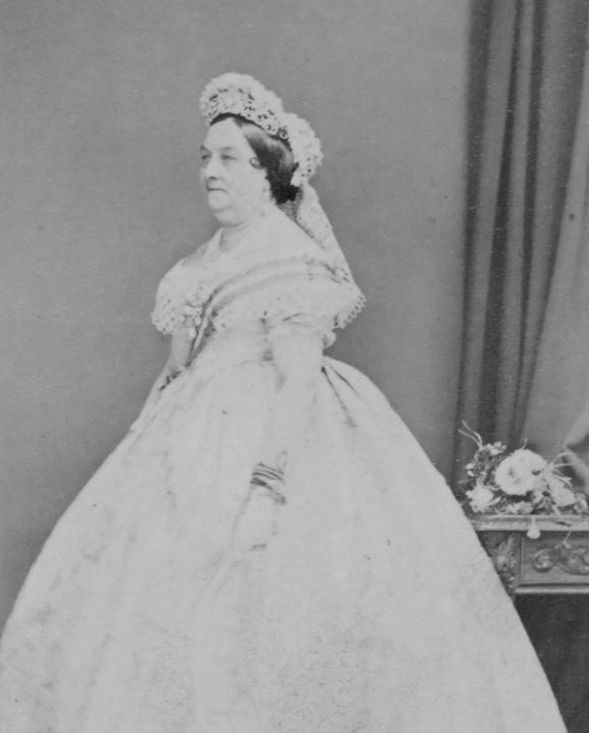
Шарлотта Адамовна Бруннов

Жена — Шарлотта Адамовна Брюс (1801—1874), бедная шведка, будто бы происходившая от шотландских королей. В первом браке была замужем за инженер-генералом А. А. Лехнером, который привез её из Стокгольма в Петербург. В столице, по словам К. Булгакова, она «много делала шуму свой красотой, и подлинно была прекрасна». Все пленились её личиком, фигуркой и особенно танцами. Когда она жила в 1820-х годах с мужем в Одессе, ей смог понравиться Бруннов и связь её с ним всем была известна. Когда же секрет комедии перестал быть тайной для Лехнера, он не удовлетворился просто разводом (между протестантами развод было получить легко), а вызвал соблазнителя на дуэль и «с пистолетом к горлу» заставил Бруннова жениться на соблазнённой. Этот насильственный брак был вполне счастливым. Бруннов оказался снисходительным супругом и охотно оставлял жену наедине со своим шефом, тогдашним одесским градоначальником графом Ф. П. Паленом.
Шарлотта Адамовна сопровождала мужа во всех его дипломатических назначениях и была популярной фигурой в английском высшем обществе. В 1840-х и 1850-х года её имя часто фигурировало в светских новостях, а русское посольство было центром бонтонной жизни Лондона. По словам П. А. Вяземского, «во время Крымской войны, пред отъездом посольства нашего из Лондона, жена Бруннова с горя просто рехнулась, в прощальных визитах своих разливалась слезами и с горя бог весть что за чепуху несла». За заслуги мужа была пожалована в кавалерственные дамы ордена Св. Екатерины (меньшого креста) (09.06.1869) и баварского Ордена Терезы (1849). Скончалась в январе 1874 году в Дублинском госпитале от болезни печени и острого гастрита. Похоронена в церкви Св. Георгия на Ганноверской площади в Лондоне.
В браке Брунновы имели дочь Елену (1835—23.01.1859), фрейлину двора (1852), вышедшую в Штутгарте (08.02.1855) замуж за прусского дипломата Антона фон Магнуса, 1821—1882). Умерла в Брюсселе на следующей день после рождения дочери Елены Софии (22.01.1859). Также в семье воспитывалась дочь Шарлотты Адамовны от Лехнера — Ольга (1825—27.08.1850; скончалась в Лондоне от скарлатины).